# Utrillas (kommun)
Utrillas är en kommun i Spanien.   Den ligger i provinsen Provincia de Teruel och regionen Aragonien, i den östra delen av landet, 240 km öster om huvudstaden Madrid. Antalet invånare är 3 238.